# John Harsanyi
John Charles Harsanyi (ungarsk: Harsányi János Károly) (født 29. maj 1920 i Budapest, død 9. august 2000 i Berkeley) var en ungarsk-amerikansk økonom. Han er bedst kendt for sine bidrag til studiet af spilteori og anvendelsen heraf i økonomiske sammenhænge, og især for at udvikle en meget innovativ analyse af spil med ufuldkommen information, såkaldte Bayesianske spil. Han har også lavet vigtige bidrag til brugen af spilteori og økonomisk ræsonnering i politisk filosofi og moralfilosofi (især utilitaristisk etik) og bidraget til studiet af udvælgelse af ligevægte. I 1994 modtog han Nobelprisen i økonomi sammen med John Forbes Nash og Reinhard Selten "for deres banebrydende analyse af ligevægte inden for spilteori."

## Liv og karriere
Harsanyi blev født i 1920 i Budapest. Hans far ejede et apotek, og forældrene var konverteret fra jødedom til katolicisme et år før hans fødsel. Han gik i det lutheranske gymnasium i Budapest, hvor han vandt flere matematikkonkurrencer for ungarske gymnasieelever.
Selvom han ønskede at studere matematik og filosofi, sendte hans far ham til Frankrig i 1939 for at læse til kemiingeniør ved universitetet i Lyon. Som følge af anden verdenskrigs udbrud vendte han imidlertid hjem til Ungarn for at studere til farmaceut ved universitetet i Budapest, hvorfra han tog eksamen i 1944. Som farmaceutstuderende undgik Harsanyi værnepligten i den ungarske hær, hvilket for ham som person af jødisk herkomst ville have betydet tvangsarbejde. 
Men i 1944, da Miklós Horthys regime faldt og Pilekorspartiet tog magten, blev hans udskydelse af værnepligten annulleret, og han blev tvunget til at slutte sig til en tvangsarbejdsenhed på østfronten.
 Efter syv måneders tvangsarbejde besluttede de tyske myndigheder at deportere hans enhed til en koncentrationslejr i Østrig. Det lykkedes imidlertid Harsanyi at flygte, og han skjulte sig resten af krigen i et jesuitisk hus.

### Efter krigen
Efter krigen vendte Harsanyi tilbage til Budapests universitet for videre studier i filosofi og sociologi og fik en Ph.D.-grad i de to fag i 1947. Da han på dette tidspunkt var troende katolik, studerede han samtidig teologi og tilsluttede sig også dominikanerordenen som lægt medlem. Senere opgav han dog sin katolske tro og var resten af sit liv ateist. Harsanyi tilbragte det akademiske år 1947-48 på det sociologiske institut på universitetet, hvor han mødte sin fremtidige hustru Anne Klauber. Han blev tvunget til at træde tilbage fra universitetet, fordi han åbent udtrykte antimarxistiske synspunkter. Han blev i Ungarn i de næste to år, hvor han forsøgte at sælge familiens apotek uden at miste det til myndighederne. Da det i 1950 blev klart, at apoteket ville blive konfiskeret, flygtede han sammen med Anne og hendes forældre ved at krydse grænsen til Østrig illegalt. Derefter rejste flygtningene til Australien, hvor familien Klauber havde nogle venner.

### Australien
Harsanyi og Klauber blev først gift i Australien, da det ville give problemer med immigrationspapirerne, hvis Klauber ændrede sit efternavn inden indrejsen. De ankom til Australien sammen med Annes to forældre 30. december 1950 og blev gift 2. januar 1951 ved en ceremoni, hvor de kun forstod meget lidt af, hvad de fik besked på at sige til hinanden, da ingen af dem talte særlig godt engelsk.
Harsanyis ungarske uddannelser blev ikke anerkendt i Australien, men han fik adgang til at tage en kandidatuddannelse ved universitetet i Sydney. Han arbejdede så på en fabrik om dagen og studerede økonomi om aftenen, i hvilket fag han tog sin kandidatgrad i 1953. Allerede som studerende i Sydney begyndte han at offentliggøre forskningsartikler i videnskabelige tidsskrifter som Journal of Political Economy og Review of Economic Studies. Efter sin kandidateksamen blev han i 1954 ansat ved University of Queensland i Brisbane.

### Senere levnedsløb
I 1956 modtog Harsanyi et stipendium fra Rockefeller Foundation, og han og Anne tilbragte de næste to år i USA, på Stanford University og et semester ved Cowles-kommissionen. På Stanford skrev Harsanyi en afhandling i spilteori med Kenneth Arrow som vejleder og tog sin anden Ph.D.-grad, denne gang i økonomi, i 1959.
Da deres opholdstilladelse udløb, vendte parret tilbage til Australien, hvor Harsanyi arbejdede en tid som forsker ved Australian National University i Canberra. Imidlertid blev han frustreret over manglen på interesse for spilteori i Australien. Med hjælp fra Kenneth Arrow og James Tobin lykkedes det ham at emigrere til USA, hvor han blev professor i økonomi ved Wayne State University i Detroit fra 1961 til 1963. I 1964 skiftede han til University of California, Berkeley, hvor han forblev indtil sin pensionering i 1990. Her bedrev han omfattende forskning i spilteori. Fra 1966 til 1968 var Harsanyi del af en gruppe spilteoretikere, der havde til opgave at rådgive the United States Arms Control and Disarmament Agency i samarbejde med Mathematica, en konsulentgruppe fra Princeton University anført af Harold Kuhn og Oskar Morgenstern.
John Harsanyi døde i 2000 af et hjerteanfald i Berkeley efter at have lidt nogen tid af Alzheimers sygdom.

## Offentliggjorte værker
Harsanyi begyndte at forske i utilitaristisk etik, mens han var på University of Queensland i Brisbane. Han offentliggjorde to artikler, der forklarede, at før man kan forstå moralske problemer ordentligt, er det nødvendigt at være klar over forskellen mellem personers personlige præferencer og deres moralske præferencer.
Efter at Nashs forskning i spilteori blev kendt, blev Harsanyi i stigende grad interesseret i dette emne og kastede sig derfor over det.

### Vigtige artikler af Harsanyi
- "Cardinal Utility in Welfare Economics and in the Theory of Risk-Taking", Journal of Political Economy (1953)
- "Cardinal Welfare, Individualistic Ethics and Interpersonal Comparisons of Utility", Journal of Political Economy (1955)
- "Bargaining in Ignorance of the Opponent's Utility Function", Journal of Conflict Resolution (1962)
- "Games with Incomplete Information Played by "Bayesian" Players, I–III. Part I. The Basic Model", Management Science, Vol. 14, No. 3, Theory Series (1967)
- Essays on Ethics, Social Behavior, and Scientific Explanation, Dordrecht, Holland: Reidel Publishing Company (1976)
- Rational Behavior and Bargaining Equilibrium in Games and Social Situations, Cambridge, United Kingdom: Cambridge University Press (1977)
- Papers in Game Theory, Dordrecht, Holland: Reidel Publishing Company (1982)
- A General Theory of Equilibrium Selection in Games (med Reinhard Selten), Cambridge, MA: MIT-Press. (1988)